# Escoles (Artesa de Lleida)
Les Escoles és una obra amb elements noucentistes i modernistes d'Artesa de Lleida (Segrià) protegida com a Bé Cultural d'Interès Local.

## Descripció
Edifici aïllat d'una sola planta i una sola nau amb un petit eixamplament a cada extrem i un de central més pronunciat dedicat als serveis. A un costat i altre d'aquesta senzilla estructura allargada es succeeixen obertures per tal de donar llum i aire a la manera racionalista. A la façana del carrer apareix una composició més rica, de totxo, pedra i rajola valenciana que seran característiques del modernisme.

## Història
Fou calculada per a 200 nens.